# Washington Open 1977
Il Washington Open 1977, noto anche come Washington Star International per motivi di sponsorizzazione, è stato un torneo di tennis giocato sulla terra verde. È stata la 9ª edizione del torneo e faceva parte del Colgate-Palmolive Grand Prix 1977. Si è giocato a Washington negli Stati Uniti dal 18 al 24 luglio 1977.

## Partecipanti

### Teste di serie
| Nazionalità   | Giocatore         | Ranking | Testa di serie |
| ------------- | ----------------- | ------- | -------------- |
| Argentina     | Guillermo Vilas   | 4       | 1              |
| Stati Uniti   | Brian Gottfried   | 3       | 2              |
| Messico       | Raúl Ramírez      | 5       | 3              |
| Stati Uniti   | Roscoe Tanner     | 9       | 4              |
| Stati Uniti   | Eddie Dibbs       | 10      |                |
| Stati Uniti   | Harold Solomon    | 13      |                |
| Stati Uniti   | Stan Smith        | 15      |                |
| Australia     | Phil Dent         | 23      |                |
| Australia     | John Alexander    | 30      |                |
| Stati Uniti   | Cliff Richey      | 32      |                |
| Croazia       | Željko Franulović | 33      |                |
| Nuova Zelanda | Brian Fairlie     | 34      |                |
| Australia     | Dick Crealy       | 36      |                |
| Paraguay      | Víctor Pecci      | 39      |                |
| Sudafrica     | Raymond Moore     | 42      |                |
| Sudafrica     | Bob Hewitt        | 54      |                |

### Altri partecipanti
I seguenti giocatori sono passati dalle qualificazioni:

- Ricardo Ycaza
- Bruce Manson
- Doug Crawford
- Eliot Teltscher
- Marcelo Lara
- Larry Gottfried
- Howard Schoenfield

## Campioni

### Singolare maschile
Guillermo Vilas ha battuto in finale  Brian Gottfried con il punteggio di 6–4, 7–5.

### Doppio maschile
John Alexander /  Phil Dent hanno battuto in finale  Fred McNair /  Sherwood Stewart con il punteggio di 7–5, 7–5.